# إديلا نورماندي
إديلا نورماندي (بالفرنسية: Adèle de Blois) (1067-8 مارس 1137) هي والدة ملك إنجلترا ستيفن وابنة الغازي ويليام الفاتح وماتيلدا من فلاندرز وأخت الصغرى كل من روبرت كورتز ووليام الثاني ملك إنجلترا والكبرى لهنري الأول ملك إنجلترا تزوجت من هنري ستيفن، كونت بلوا الذي شارك في الحملة الصليبية الأولى جانب أخوها الأكبر روبرت كورتز عاشت حتى عام 1137 رأيتْ كيف وصل ابنها إلى العرش ولكن كانت في قمة السعادة عندما وصل ابن لها إلى منصب أسقف وينشستر عام 1129.